# Friedrich Janke
Friedrich Janke (ur. 19 kwietnia 1931 w Skorodnicy) – niemiecki lekkoatleta, długodystansowiec, wicemistrz Europy z 1962. W czasie kariery zawodniczej reprezentował Niemiecką Republikę Demokratyczną.
Wystąpił we wspólnej reprezentacji Niemiec na igrzyskach olimpijskich w 1956 w Melbourne, ale odpadł w eliminacjach biegu na 5000 metrów. Na mistrzostwach Europy w 1958 w Sztokholmie zajął w tej kategorii 8. miejsce w finale. Zajął 4. miejsce w biegu na 5000 metrów na igrzyskach olimpijskich w 1960 w Rzymie.
Zdobył srebrny medal w biegu na 10 000 metrów na mistrzostwach Europy w 1962 w Belgradzie, przegrywając jedynie z Piotrem Bołotnikowem ze Związku Radzieckiego, a wyprzedzając Brytyjczyka Roya Fowlera. Startował na tych mistrzostwach także w biegu na 5000 metrów, ale odpadł w eliminacjach.
Zdobył srebrny medal w biegu na 5000 metrów na Światowym Festiwalu Młodzieży i Studentów w 1957 w Moskwie. 
Janke był mistrzem NRD w biegu na 5000 metrów w 1957 i 1963 oraz wicemistrzem na tym dystansie w 1959 i 1961, mistrzem w biegu na 10 000 metrów w latach 1957, 1959 oraz 1961–1963, mistrzem w biegu na 3000 metrów z przeszkodami w 1954 i 1956, a także mistrzem w biegu przełajowym na długim dystansie w latach 1956–1958 i 1963 oraz brązowym medalistą w 1959. Był również drużynowym mistrzem w biegu przełajowym na długim dystansie w latach 1957–1959, 1961 i 1963.
Był czterokrotnym rekordzistą NRD w biegu na 5000 metrów (do wyniku 13:42,4 5 września 1959 w Berlinie), jednokrotnym w biegu na 10 000 metrów (29:21,2 12 października 1957 w Brnie) i dwukrotnym w biegu na 3000 metrów z przeszkodami (do czasu 8:54,4 8 lipca 1956 w Kopenhadze).
Po zakończeniu kariery zawodniczej został trenerem. Trenował m.in. takie lekkoatletki, jak Gunhild Hoffmeister, Ulrike Bruns czy Uta Pippig.